# 8 frimaire
8 brumaire 8 nivôse
L'octidi 8 frimaire, officiellement dénommé jour du miel, est le 68e jour de l'année du calendrier républicain.
C'était généralement le 28e jour du mois de novembre dans le calendrier grégorien.

## Événements
- An III (28 novembre 1794)
  - Prise de Figueras par les troupes françaises